# Olivia Manning
Olivia Manning (Portsmouth, 2 maart 1908 – Ryde, 23 juli 1980) was een Britse romanschrijfster. Ze verbleef tussen 1939 en 1945 op de Balkan, het toneel van haar belangrijkste werk, de trilogie The great fortune (1960), The spoilt city (1962) en Friends and heroes (1965). In The rain forest (1974) gaf zij een beeld van de nadagen van een Britse kolonie.

## Werken
- Braybrooke, Neville and June Olivia Manning: A Life (gepubliceerd door Chatto, november 2004) ISBN 0-7011-7749-7
- The Rain Forest (als eerst gepubliceerd Heinemann in 1974)
- The Doves of Venus (introducite door Isobel English)
- The Play Room (introductie door Isobel English)
- Artist Among the Missing (1949)
- School of Love (1951)
- A Different Face (1953)
- The Balkan Trilogy: The Great Fortune (1960)
- The Spoilt City (Balkan Trilogy -1962)
- Friends and Heroes (Balkan Trilogy -1965)
- The Rain Forest (1974)
- The Danger Tree (Levant Trilogy - 1977)
- The Battle Lost and Won (Levant Trilogy - 1978)
- The Sum of Things (Levant Trilogy - 1980)

- Bibsys: 90162097
- Bibliothèque nationale de France: cb120267127 (data)
- Catàleg d'autoritats de noms i títols de Catalunya: 981058618226006706
- CiNii: DA02846111
- Gemeinsame Normdatei: 120740656
- International Standard Name Identifier: 0000 0000 8152 7648
- Library of Congress Control Number: n80097887
- Nationale Bibliotheek van Tsjechië: kup20030000061121
- Nationale bibliotheek van Australië: 35701225
- Nationale Bibliotheek van Israël: 987007275416105171
- Nationale Bibliotheek van Polen: a0000001031874
- Nederlandse Thesaurus van Auteursnamen: 072176083
- Istituto Centrale per il Catalogo Unico: UBOV074240
- LIBRIS: 248078
- SNAC: w6649dpd
- Système universitaire de documentation: 028430093
- Virtual International Authority File: 72231977
- WorldCat: E39PBJkMPHBpWVYQYp89hmqJDq